# Tribus albanaises

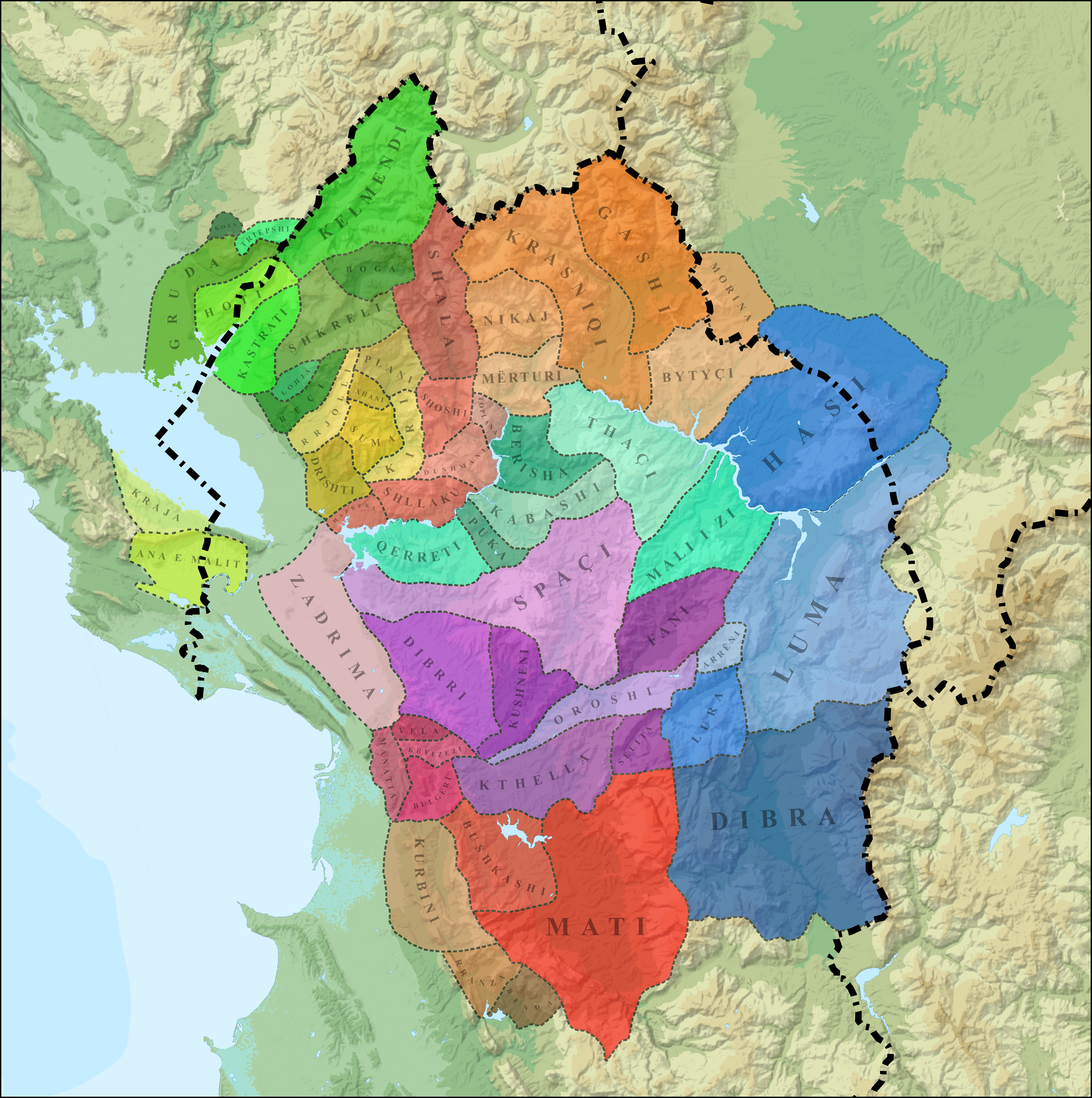
Carte des régions tribales albanaises au nord de l'Albanie, au Monténégro et au Kosovo.

Les tribus albanaises (en albanais : fiset shqiptare) sont des tribus historiques en Albanie et dans le sud-ouest des Balkans caractérisées par une culture commune, souvent des liens de parenté patrilinéaires communs remontant à un ancêtre et des liens sociaux partagés. La plupart d'entre eux ont défendu leur territoire et leurs intérêts contre d'autres tribus et forces extérieures. Héritée de l'ancienne structure sociale illyrienne, la société tribale albanaise a émergé au début du Moyen Âge comme la forme dominante d'organisation sociale chez les Albanais,. Le développement du féodalisme est venu à la fois pour le contrarier, mais aussi pour en intégrer lentement certains aspects dans la société féodale albanaise, car la plupart des familles nobles elles-mêmes sont venues de ces tribus et ont dépendu de leur soutien. Ce processus s'est arrêté après la conquête ottomane de l'Albanie et des Balkans à la fin du XVe siècle et a été suivi d'un processus de renforcement de la tribu (fis) comme moyen d'organisation contre la centralisation ottomane, en particulier dans les montagnes du nord de l'Albanie et des zones adjacentes du Monténégro.
Les systèmes féodalement des tribus albanaises est moins développé au sud de l'Albanie. L'un des éléments les plus particuliers de la structure tribale albanaise est sa dépendance à l'égard du Kanun de Lekë Dukagjini, un code de lois orales albanaises compilé au XVe siècle par Lekë Dukagjini. Jusqu'au début du XXe siècle, la société tribale albanaise est restée largement intacte jusqu'à l'arrivée au pouvoir du régime communiste en 1944, et est considérée comme le seul exemple de système social tribal survivant en Europe jusqu'au XXe siècle.